# Jozef Karel
Jozef Karel (Humenné, 13 settembre 1922 – Košice, 26 settembre 2005) è stato un allenatore di calcio e calciatore cecoslovacco, di ruolo centrocampista, dal 1922 al 1939 e dal 1945 al 1992 cittadino cecoslovacco, dal 1939 al 1945 e dal 1993, anno in cui è divenuta indipendente, cittadino della Repubblica Slovacca.

## Carriera

### Nazionale
Ha collezionato 1 presenza con la Nazionale Slovacca e 7 con la Nazionale Cecoslovacca.

## Statistiche

### Cronologia presenze e reti in Nazionale
| Cronologia completa delle presenze e delle reti in nazionale ― Slovacchia | Cronologia completa delle presenze e delle reti in nazionale ― Slovacchia | Cronologia completa delle presenze e delle reti in nazionale ― Slovacchia | Cronologia completa delle presenze e delle reti in nazionale ― Slovacchia | Cronologia completa delle presenze e delle reti in nazionale ― Slovacchia | Cronologia completa delle presenze e delle reti in nazionale ― Slovacchia | Cronologia completa delle presenze e delle reti in nazionale ― Slovacchia | Cronologia completa delle presenze e delle reti in nazionale ― Slovacchia |
| Data                                                                      | Città                                                                     | In casa                                                                   | Risultato                                                                 | Ospiti                                                                    | Competizione                                                              | Reti                                                                      | Note                                                                      |
| ------------------------------------------------------------------------- | ------------------------------------------------------------------------- | ------------------------------------------------------------------------- | ------------------------------------------------------------------------- | ------------------------------------------------------------------------- | ------------------------------------------------------------------------- | ------------------------------------------------------------------------- | ------------------------------------------------------------------------- |
| 9-4-1944                                                                  | Zagabria                                                                  | Croazia                                                                   | 7 – 3                                                                     | Slovacchia                                                                | Amichevole                                                                | -                                                                         |                                                                           |
| Totale                                                                    |                                                                           | Presenze                                                                  | 1                                                                         |                                                                           | Reti                                                                      | 0                                                                         |                                                                           |

## Palmarès

### Giocatore

#### Competizioni nazionali
- Campionato slovacco: 1

Slovan Bratislava: 1943-1944